# Гаршин, Евгений Михайлович
Евгений Михайлович Гаршин (15 августа (27 августа) 1860, Бахмутский уезд, Екатеринославская губ. — 1931, Ленинград) — русский педагог, литератор, критик, общественный деятель, издатель. Брат писателя В. М. Гаршина (1855—1888). Дочь — Наталья,  искусствовед, археолог, антиковед и нумизмат.

## Биография
Биологический отец — Пётр Васильевич Завадский (1838—1894), один из организаторов и руководителей Харьковско-Киевского тайного революционного общества.
Михаил Георгиевич Гаршин согласился признать мальчика своим сыном и дал ему свои фамилию и отчество.
В 1884 году окончил историко-филологический факультет Императорского Санкт-Петербургского университета и стал преподавать русскую словесность в гимназии Гуревича и в Литейной гимназии Санкт-Петербурга. Его статьи и очерки печатали журналы «Исторический вестник», «Русское богатство», «Русская школа», «Звезда», «Вестник изящных искусств», а также газеты «Голос», «Биржевые ведомости» и других изданиях. С 1901 года — директор Таганрогского коммерческого училища, действительный статский советник.
Организовал общеобразовательные и педагогические курсы для народных учителей Таганрогского округа и Области Войска Донского. По инициативе Гаршина вскоре после смерти А. П. Чехова был создан «Чеховский кружок»; был инициатором создания музея «Домик Чехова».
В 1911 году переехал из Таганрога на новое место службы в Симферополь.
Е. М. Гаршин — автор книг «Новгородские древности», «Общественное и воспитательное значение археологии», «Критические опыты», «Русская литература XIX века» и некоторых других. Состоял членом комиссии Императорского Русского технического общества по техническому образованию, был 2-м редактором журнала «Техническое образование». Член Таврической учёной архивной комиссии с 1912 года.
Е. М. Гаршин написал ряд статей для энциклопедического словаря Брокгауза и Ефрона.
Умер в 1931 году. Похоронен на Литераторских мостках.